# Pallacanestro Virtus Roma 2012-2013
Questa voce raccoglie le informazioni riguardanti la Pallacanestro Virtus Roma nelle competizioni ufficiali della stagione 2012-2013.

## Stagione
La stagione 2012-2013 della Pallacanestro Virtus Roma, sponsorizzata Acea,  è la 33ª nel massimo campionato italiano di pallacanestro.
All'inizio della nuova stagione la Lega Basket decise di modificare il regolamento riguardo al numero di giocatori stranieri da schierare contemporaneamente in campo. Si decise così di optare per la scelta della formula con 7 giocatori stranieri di cui massimo 3 non appartenenti a Paesi appartenenti alla FIBA Europe o alla convenzione di Cotonou.

## Roster

### Staff tecnico e dirigenziale
- Allenatore: Marco Calvani
- Assistente: Massimo Maffezzoli
- Assistente: Antimo Martino
- Preparatore Atletico: Andrea Cannavaciuolo
- Medico: Paolo Montera
- Medico: Alessandro Pannozzo
- Fisioterapista: Lucio De Fazi
- Fisioterapista: Andrea Giorni
- Mental Coach: Andrea Cannavaciuolo

- Presidente: Claudio Toti
- Vicepresidente: Sergio D'Antoni
- General Manager: Nicola Alberani
- Team Manager: Francesco Carotti
- Resp.le Comunicazione: Francesco Carotti
- Ufficio Stampa: Fabrizio Cicciarelli
- Marketing: Giuseppe Costantini
- Marketing: Luigi Capasso
- Segreteria Sportiva: Francesco Iellamo
- Segreteria: Claudia Marcis
- Biglietteria: Roberto Cioffarelli
- Amministrazione: Antonella Giuliano
- Responsabile sito Internet: Francesco Carotti
- Responsabile statistiche Lega: Luigi Bottillo
- Magazziniere: Ferdinando Cavaliere

## Mercato
| Arrivi | Arrivi             | Arrivi            | Arrivi     |
| R      | Nome               | da                | Modalità   |
| ------ | ------------------ | ----------------- | ---------- |
| AG     | Olek Czyż          | Gdynia            | definitivo |
| P      | Phil Goss          | Pall. Varese      | definitivo |
| G      | Ade Dagunduro      | Lovanio Bears     | definitivo |
| AP     | Bobby Jones        | Pistoia Basket    | definitivo |
| C      | Péter Lóránt       | San Sebastián     | definitivo |
| P      | Lorenzo D'Ercole   | Vanoli Cremona    | definitivo |
| P      | Jordan Taylor      | Wisconsin Badgers | definitivo |
| AC     | Gani Lawal         | Roanne            | definitivo |
| ALL    | Massimo Maffezzoli | Veroli Basket     | definitivo |

| Partenze | Partenze           | Partenze           | Partenze                  |
| R        | Nome               | a                  | Modalità                  |
| -------- | ------------------ | ------------------ | ------------------------- |
| PG       | Marco Mordente     | Juvecaserta        | fine contratto            |
| AC       | Uroš Slokar        | Gran Canaria       | fine contratto            |
| P        | Anthony Maestranzi | Sutor Montegranaro | fine prestito             |
| C        | Andrea Crosariol   | V.L. Pesaro        | risoluzione del contratto |
| AG       | Michalīs Kakiouzīs | SAV Vacallo        | fine contratto            |
| P        | Nemanja Gordić     | Azov. Mariupol'    | fine contratto            |
| G        | Clay Tucker        | Hacettepe Üniv.    | fine contratto            |
| C        | Jarvis Varnado     | Boston Celtics     | fine contratto            |

## Risultati

### Serie A

#### Regular season

##### Girone di andata
| Arbitri: | Roberto Chiari (Ponzano Veneto) Marco Giansanti (Roma) Manuel Mazzoni (Grosseto) |

|                                                         |            |                                     |
| Traini 13 Amoroso 12 Bryan, Mack 10                     | Punti      | 17 D'Ercole 16 Datome 9 Czyż, Lawal |
| Amoroso, Barbour, Cavaliero, Crosariol, Flamini, Mack 1 | Assist     | 2 Taylor                            |
| Amoroso, Bryan, Cavaliero 6                             | Rimbalzi   | 8 Jones                             |
| Giampiero Ticchi                                        | Allenatori | Marco Calvani                       |

| Arbitri: | Paolo Taurino (Vignola) Saverio Lanzarini (Bologna) Gianluca Sardella (Rimini) |

|                           |            |                            |
| Datome 24 Goss 14 Czyż 14 | Punti      | 18 Tyus 18 Aradori 13 Tabu |
| Taylor 3                  | Assist     | 5 Tabu                     |
| Datome 5                  | Rimbalzi   | 6 Tyus                     |
| Marco Calvani             | Allenatori | Andrea Trinchieri          |

| Arbitri: | Tolga Sahin (Messina) Carmelo Lo Guzzo (Pisa) Massimiliano Barni (Conegliano) |

|                           |            |                                    |
| Goss 15 Czyż 15 Datome 13 | Punti      | 20 Brunner 16 Cinciarini 11 Taylor |
| Jordan Taylor Taylor 6    | Assist     | 4 Cinciarini                       |
| Lawal 8                   | Rimbalzi   | 12 Brunner                         |
| Marco Calvani             | Allenatori | Massimiliano Menetti               |

| Arbitri: | Enrico Sabetta (Termoli) Gabriele Bettini (Bologna) Maurizio Biggi (Cavenago di Brianza) |

|                                       |            |                             |
| Mpourousīs 26 Langford 19 Hairston 10 | Punti      | 22 Datome 19 Goss 15 Taylor |
| Cook, Mpourousīs 5                    | Assist     | 4 Goss, Taylor              |
| Mpourousīs 10                         | Rimbalzi   | 10 Lawal                    |
| Sergio Scariolo                       | Allenatori | Marco Calvani               |

| Arbitri: | Paolo Taurino (Vignola) Massimiliano Filippini (San Lazzaro) Manuel Mazzoni (Grosseto) |

|                             |            |                                    |
| Datome 18 Goss 14 Taylor 13 | Punti      | 18 Jelovac 13 ŽJonušas 10 Akindele |
| Datome 7                    | Assist     | 2 Jonušas, Gentile                 |
| Lawal 7                     | Rimbalzi   | 4 Gentile, Jelovac                 |
| Marco Calvani               | Allenatori | Stefano Sacripanti                 |

| Arbitri: | Enrico Sabetta (Termoli) Gabriele Bettini (Bologna) Lorenzo Baldini (Firenze) |

|                               |            |                            |
| Jackson 22 Kotti 19 Harris 15 | Punti      | 20 Datome 17 Goss 12 Jones |
| Harris 4                      | Assist     | 3 Goss                     |
| Kotti 15                      | Rimbalzi   | 10 Lawal                   |
| Attilio Caja                  | Allenatori | Marco Calvani              |

| Arbitri: | Guerrino Cerebuch (Trieste) Mauro Pozzana (Udine) Alessandro Martonlini (Roma) |

|                            |            |                          |
| Lawal 19 Datome 15 Goss 13 | Punti      | 22 Brown 18 Moss 12 Ress |
| Taylor 7                   | Assist     | 9 Brown                  |
| Lawal 8                    | Rimbalzi   | 9 Sanik'idze             |
| Marco Calvani              | Allenatori | Luca Banchi              |

| Arbitri: | Enrico Sabetta Marco Giansanti (Roma) Massimiliano Duranti (Càscina) |

|                                 |            |                              |
| Bulleri 15 Clark 13 Szewczyk 13 | Punti      | 20 Datome 18 Lawal 11 Taylor |
| Bulleri 4                       | Assist     | 6 Taylor                     |
| Szewczyk 7                      | Rimbalzi   | 9 Goss                       |
| Andrea Mazzon                   | Allenatori | Luca Calvani                 |

| Arbitri: | Roberto Begnis (Crema) Alessandro Vicino (Argelato) Lorenzo Baldini (Firenze) |

|                                          |            |                                                   |
| K. Hasbrouck 22 S. Smith 16 R. Minard 13 | Punti      | 23 L. Datome 17 L. D'Ercole 11 B. Jones, G. Lawal |
| K. Hasbrouck 6                           | Assist     | 4 J. Taylor                                       |
| S. Smith 8                               | Rimbalzi   | 8 B. Jones                                        |
| Alex Finelli                             | Allenatori | Marco Calvani                                     |

| Arbitri: | Giampaolo Cicoria (Milano) Massimiliano Filippini (San Lazzaro) Davide Ramilli (Forlì) |

|                                     |            |                                   |
| G. Lawal 23 P. Goss 17 J. Taylor 17 | Punti      | 20 M. Green 20 E. Ere 19 A. Banks |
| J. Taylor 6                         | Assist     | 6 M. Green                        |
| L. Datome, G. Lawal, O. Czyż        | Rimbalzi   | 8 A. Polonara                     |
| Marco Calvani                       | Allenatori | Frank Vitucci                     |

| Arbitri: | Guerino Cerebuch (Trieste) Luca Weidmann (Campobasso) Alessandro Terreni (Vicenza) |

|                                          |            |                                    |
| M. Shakur 21 J. Richardson 13 T. Dean 10 | Punti      | 21 P. Goss 20 L. Datome 16 O. Czyż |
| V. Spinelli 4                            | Assist     | 2 P. Goss, B. Jones                |
| L. Johnson 11                            | Rimbalzi   | 7 O. Czyż                          |
| Gianluca Tucci                           | Allenatori | Marco Calvani                      |

| Arbitri: | Giampaolo Cicoria (Milano) Paolo Quacci (Albuzzano) Gianluca Sardella (Rimini) |

|                                       |            |                                        |
| G. Lawal 34 L. Datome 19 J. Taylor 19 | Punti      | 22 D. Diener 16 T. Easley 15 T. Diener |
| P. Goss, L. Datome, J. Taylor 3       | Assist     | 6 T. Diener                            |
| G. Lawal 17                           | Rimbalzi   | 6 T. Easley                            |
| Marco Calvani                         | Allenatori | Meo Sacchetti                          |

| Arbitri: | Enrico Sabetta (Termoli) Carmelo Paternicò (Piazza Armerina) Guido Federico Di Francesco (Termoli) |

|                                            |            |                                    |
| J. Viggiano 27 J. Gibson 21 A. Robinson 19 | Punti      | 30 P. Goss 16 B. Jones 13 G. Lawal |
| S. Reynolds 5                              | Assist     | 3 L. Datome                        |
| C. Simmons 7                               | Rimbalzi   | 8 G. Lawal, O. Czyż                |
| Piero Bucchi                               | Allenatori | Marco Calvani                      |

| Arbitri: | Roberto Begnis (Crema) Tolga Sahin (Messina) Maurizio Biggi (Cavenago di Brianza) |

|                                       |            |                                         |
| L. Datome 17 B. Jones 14 J. Taylor 12 | Punti      | 23 T. Johnson 18 G. Jurak 8 R. Robinson |
| P. Goss 4                             | Assist     | 4 M. Soragna                            |
| G. Lawal 15                           | Rimbalzi   | 6 G. Jurak, J. Mavunga                  |
| Marco Calvani                         | Allenatori | Massimo Cancellieri                     |

| Arbitri: | Guerrino Cerebuch (Trieste) Carmelo Lo Guzzo (Pisa) Alessandro Terreni (Vicenza) |

|                                             |            |                                      |
| D. Cinciarini 23 V. Amoroso 16 R. Steele 14 | Punti      | 18 L. Datome 17 P. Goss 15 P. Lóránt |
| R. Steele, D. Cinciarini 4                  | Assist     | 9 P. Goss                            |
| V. Amoroso 5                                | Rimbalzi   | 14 G. Lawal                          |
| Charlie Recalcati                           | Allenatori | Marco Calvani                        |

##### Girone di ritorno
| Arbitri: | Enrico Sabetta (Termoli) Alessandro Vicino (Argelato) Evangelista Caiazza (Arzano) |

|                                       |            |                                               |
| L. Datome 21 J. Taylor 12 G. Lawal 12 | Punti      | 20 A. Barbour 13 R. Stipčević 10 D. Cavaliero |
| P. Goss, J. Taylor 3                  | Assist     | 3 D. Cavaliero                                |
| G. Lawal 8                            | Rimbalzi   | 7 A. Crosariol                                |
| Marco Calvani                         | Allenatori | Zare Markovski                                |

| Arbitri: | Dino Seghetti (Livorno) Paolo Quacci (Albuzzano) Manuel Mazzoni (Grosseto) |

|                                              |            |                                      |
| J. Tabu 12 P. Aradori 12 M. Mark'oishvili 10 | Punti      | 18 L. Datome 14 G. Lawal 11J. Taylor |
| J. Tabu 8                                    | Assist     | 11 P. Goss                           |
| J. Tabu 12                                   | Rimbalzi   | 6 O. Czyż                            |
| Andrea Trinchieri                            | Allenatori | Marco Calvani                        |

| Arbitri: | Roberto Chiari (Ponzano Veneto) Carmelo Lo Guzzo (Pisa) Massimiliano Duranti (Càscina) |

|                                            |            |                                       |
| D. Taylor 30 D. Slanina 17 M. Antonutti 12 | Punti      | 25 G. Lawal 22 L. Datome 18 J. Taylor |
| D. Taylor 6                                | Assist     | 5 J. Taylor                           |
| R. Cervi 9                                 | Rimbalzi   | 12 G. Lawal                           |
| Massimiliano Menetti                       | Allenatori | Marco Calvani                         |

| Arbitri: | Gianluca Mattioli (Pesaro) Gianluca Sardella (Rimini) Gabriele Bettini (Bologna) |

|                                    |            |                                           |
| G. Lawal 24 P. Goss 13 B. Jones 10 | Punti      | 21 A. Fōtsīs 17 K. Langford 12 A. Gentile |
| J. Taylor 6                        | Assist     | 4 M. Green                                |
| G. Lawal 8                         | Rimbalzi   | 7 A. Fōtsīs                               |
| Marco Calvani                      | Allenatori | Sergio Scariolo                           |

| Arbitri: | Roberto Begnis (Crema) Tolga Sahin (Messina) Manuel Mazzoni (Grosseto) |

|                                           |            |                                        |
| S. Jelovac 17 Ž. Jonušas 11 S. Gentile 11 | Punti      | 13 P. Goss 11 L. D'Ercole 11 J. Taylor |
| S. Gentile 4                              | Assist     | 4 P. Goss                              |
| S. Jelovac 7                              | Rimbalzi   | 6 G. Lawal                             |
| Stefano Sacripanti                        | Allenatori | Marco Calvani                          |

| Arbitri: | Guerrino Cerebuch (Trieste) Paolo Quacci (Albuzzano) Guido Federico Di Francesco (Termoli) |

|                                     |            |                                           |
| J. Taylor 21 P. Goss 15 G. Lawal 14 | Punti      | 18 A. Stipanović 14 B. Chase 13 L. Harris |
| P. Goss 4                           | Assist     | 9 L. Vitali                               |
| G. Lawal 12                         | Rimbalzi   | 6 A. Stipanović                           |
| Marco Calvani                       | Allenatori | Luigi Gresta                              |

| Arbitri: | Enrico Sabetta (Termoli) Carmelo Lo Guzzo (Pisa) Gabriele Bettini (Bologna) |

|                                           |            |                                       |
| B. Brown 15 V. Sanik'idze 13 K. Kangur 12 | Punti      | 21 J. Taylor 16 L. Datome 14 G. Lawal |
| B. Brown 7                                | Assist     | 5 J. Taylor                           |
| V. Sanik'idze 5                           | Rimbalzi   | 14 G. Lawal                           |
| Luca Banchi                               | Allenatori | Marco Calvani                         |

| Arbitri: | Roberto Begnis (Crema) Alessandro Vicino (Argelato) Maurizio Biggi (Cavenago di Brianza) |

|                                      |            |                                          |
| G. Lawal 22 L. Datome 17 B. Jones 13 | Punti      | 22 K. Clark 18 S. Szewczyk 8 G. Rosselli |
| J. Taylor 4                          | Assist     | 9 G. Rosselli                            |
| G. Lawal 11                          | Rimbalzi   | 9 G. Rosselli                            |
| Marco Calvani                        | Allenatori | Andrea Mazzon                            |

| Arbitri: | Roberto Chiari (Ponzano Veneto) Emanuele Aronne (Viterbo) Mark Bartoli (Trieste) |

|                            |            |                                       |
| Goss 23 Datome 20 Lawal 18 | Punti      | 14 Hasbrouck 11 Poeta 10 Imbrò, Smith |
| Taylor 3                   | Assist     | 3 Pullen                              |
| Lawal 12                   | Rimbalzi   | 8 Smith                               |
| Marco Calvani              | Allenatori | Luca Bechi                            |

| Arbitri: | Paolo Taurino (Vignola) Gabriele Bettini (Bologna) Guido Federico Di Francesco (Termoli) |

|                           |            |                            |
| Ere 13 Rush 10 Polonara 9 | Punti      | 19 Datome 13 Taylor 9 Goss |
| Green 6                   | Assist     | 2 Taylor                   |
| Polonara 9                | Rimbalzi   | 18 Lawal                   |
| Frank Vitucci             | Allenatori | Marco Calvani              |

| Arbitri: | Saverio Lanzarini (Bologna) Gianluca Mattioli (Pesaro) Luca Weidmann (Campobasso) |

|                                    |            |                                           |
| P. Goss 15 L. Datome 14 O. Czyż 11 | Punti      | 23 J. Lakovič 16 T. Dean 13 J. Richardson |
| J. Taylor 8                        | Assist     | 4 J. Lakovič                              |
| B. Jones, L. Datome 7              | Rimbalzi   | 19 K. Ivanov                              |
| Marco Calvani                      | Allenatori | Cesare Pancotto                           |

| Arbitri: | Guerrino Cerebuch (Trieste) Dino Seghetti (Livorno) Alessandro Vicino (Argelato) |

|                                           |            |                                      |
| B. Sacchetti 17 T. Easley 17 D. Diener 15 | Punti      | 21 P. Goss 17 L. Datome 15 J. Taylor |
| T. Diener 11                              | Assist     | 6 J. Taylor                          |
| T. Easley 7                               | Rimbalzi   | 9 G. Lawal                           |
| Meo Sacchetti                             | Allenatori | Marco Calvani                        |

| Arbitri: | Carmelo Lo Guzzo (Pisa) Roberto Chiari (Ponzano Veneto) Maurizio Biggi (Cavenago di Brianza) |

|                                         |            |                                            |
| G. Lawal 19 L. Datome 18 L. D'Ercole 14 | Punti      | 22 J. Gibson 13 J. Viggiano 13 A. Robinson |
| J. Taylor 7                             | Assist     | 8 S. Reynolds                              |
| G. Lawal 10                             | Rimbalzi   | 8 C. Simmons                               |
| Marco Calvani                           | Allenatori | Piero Bucchi                               |

| Arbitri: | Roberto Begnis (Crema) Tolga Sahin (Messina) Davide Ramilli (Forlì) |

|                                             |            |                                                |
| T. Rochestie 26 G. Jurak 17 D. Tsaldarīs 11 | Punti      | 18 O. Czyż 16 J. Taylor 12 B. Jones, L. Datome |
| G. Jurak 6                                  | Assist     | 4 J. Taylor                                    |
| G. Jurak 5                                  | Rimbalzi   | 7 L. Datome                                    |
| Massimo Cancellieri                         | Allenatori | Marco Calvani                                  |

| Arbitri: | Carmelo Paternicò (Piazza Armerina) Manuel Mazzoni (Grosseto) Alessandro Terreni (Vicenza) |

|                                       |            |                                            |
| P. Lóránt 15 L. Datome 13 G. Lawal 11 | Punti      | 16 C. Burns 11 K. Johnson 10 D. Cinciarini |
| J. Taylor 8                           | Assist     | 4 F. Di Bella                              |
| P. Lóránt 11                          | Rimbalzi   | 9 K. Johnson                               |
| Marco Calvani                         | Allenatori | Charlie Recalcati                          |

#### Play-off
Tutti i turni di playoff si giocano al meglio delle 7 partite. La squadra con il miglior piazzamento in classifica al termine della stagione regolare gioca in casa gara-1, gara-2 e le eventuali gara-5 e gara-7.
|   | Quarti di finale | G1 | G2 | G3 | G4 | G5 | G6 | G7 |
| - | ---------------- | -- | -- | -- | -- | -- | -- | -- |
| 3 | Virtus Roma      | 58 | 82 | 69 | 71 | 74 | 82 | 72 |
| 6 | Pall. Reggiana   | 70 | 58 | 89 | 68 | 69 | 91 | 59 |

|   | Semifinale  | G1 | G2 | G3 | G4 | G5 | G6 | G7 |
| - | ----------- | -- | -- | -- | -- | -- | -- | -- |
| 3 | Virtus Roma | 82 | 74 | 73 | 73 | 66 | 74 | 89 |
| 7 | Pall. Cantù | 75 | 68 | 81 | 81 | 77 | 69 | 70 |

|   | Finale          | G1 | G2 | G3 | G4 | G5 |
| - | --------------- | -- | -- | -- | -- | -- |
| 3 | Virtus Roma     | 76 | 67 | 81 | 71 | 63 |
| 5 | Mens Sana Siena | 85 | 62 | 89 | 81 | 79 |

##### Quarti di finale
| Arbitri: | Roberto Begnis (Crema) Alessandro Martolini (Roma) Mauro Pozzana (Udine) |

|                                       |            |                                          |
| L. Datome 19 J. Taylor 12 G. Lawal 11 | Punti      | 17 D. Taylor 15 T. Bell 10 A. Cinciarini |
| J. Taylor 4                           | Assist     | 3 G. Brunner, A. Cinciarini              |
| G. Lawal 11                           | Rimbalzi   | 5 G. Brunner                             |
| Marco Calvani                         | Allenatori | Massimiliano Menetti                     |

| Arbitri: | Paolo Taurino (Vignola) Luca Weidmann (Campobasso) Gianluca Sardella (Rimini) |

|                                      |            |                                         |
| L. Datome 20 P. Lóránt 14 P. Goss 13 | Punti      | 13 D. Taylor 12 T. Bell 10 M. Antonutti |
| P. Goss, B. Bailey 3                 | Assist     | 2 M. Antonutti, D. Cinciarini           |
| O. Czyż 8                            | Rimbalzi   | 6 D. Cinciarini                         |
| Marco Calvani                        | Allenatori | Massimiliano Menetti                    |

| Arbitri: | Carmelo Paternicò (Piazza Armerina) Tolga Sahin (Messina) Mauro Pozzana (Udine) |

|                                               |            |                                      |
| D. Taylor 20 M. Antonutti 17 A. Cinciarini 16 | Punti      | 20 L. Datome 11 P. Goss 11 B. Bailey |
| G. Brunner 5                                  | Assist     | 4 L. D'Ercole                        |
| D. Taylor, A. Cinciarini 4                    | Rimbalzi   | 7 O. Czyż                            |
| Massimiliano Menetti                          | Allenatori | Marco Calvani                        |

| Arbitri: | Gianluca Mattioli (Pesaro) Roberto Chiari (Ponzano Veneto) Alessandro Vicino (Argelato) |

|                                          |            |                                       |
| D. Taylor 19 T. Bell 13 A. Cinciarini 10 | Punti      | 20 L. Datome 18 J. Taylor 12 B. Jones |
| A. Cinciarini 6                          | Assist     | 3 P. Goss                             |
| D. Taylor 7                              | Rimbalzi   | 8 J. Taylor                           |
| Massimiliano Menetti                     | Allenatori | Marco Calvani                         |

| Arbitri: | Guerino Cerebuch (Trieste) Massimiliano Filippini (San Lazzaro) Lorenzo Baldini (Firenze) |

|                                     |            |                                             |
| B. Jones 16 P. Goss 15 L. Datome 15 | Punti      | 12 G. Brunner 12 A. Cinciarini 10 D. Taylor |
| P. Goss, J. Taylor 4                | Assist     | 5 A. Cinciarini                             |
| B. Jones, L. Datome 9               | Rimbalzi   | 7 D. Taylor                                 |
| Marco Calvani                       | Allenatori | Massimiliano Menetti                        |

| Arbitri: | Saverio Lanzarini (Bologna) Tolga Sahin (Messina) Mauro Pozzana (Udine) |

|                                          |            |                                               |
| D. Taylor 22 T. Bell 17 A. Cinciarini 12 | Punti      | 23 L. Datome 14 P. Goss 13 B. Jones, G. Lawal |
| A. Cinciarini 7                          | Assist     | 5 P. Goss                                     |
| T. Bell 6                                | Rimbalzi   | 4 L. Datome, G. Lawal                         |
| Massimiliano Menetti                     | Allenatori | Marco Calvani                                 |

| Arbitri: | Guerrino Cerebuch (Trieste) Dino Seghetti (Livorno) Luca Weidmann (Campobasso) |

|                                     |            |                                             |
| G. Lawal 16 L. Datome 15 P. Goss 14 | Punti      | 23 A. Cinciarini 12 D. Taylor 10 G. Brunner |
| J. Taylor 4                         | Assist     | 2 D. Taylor, A. Cinciarini                  |
| B. Jones 10                         | Rimbalzi   | 6 G. Brunner                                |
| Marco Calvani                       | Allenatori | Massimiliano Menetti                        |

##### Semifinali
| Arbitri: | Giampaolo Cicoria (Milano) Enrico Sabetta (Termoli) Alessandro Vicino (Argelato) |

|                            |            |                               |
| Datome 23 Goss 18 Lawal 14 | Punti      | 16 Ragland 15 Tyus 13 Aradori |
| Goss 4                     | Assist     | 4 Leunen, Ragland             |
| Lawal 8                    | Rimbalzi   | 12 Tyus                       |
| Marco Calvani              | Allenatori | Andrea Trinchieri             |

| Arbitri: | Luigi Lamonica (Roseto degli Abruzzi) Carmelo Paternicò (Piazza Armerina) Marco Giansanti (Roma) |

|                                       |            |                                             |
| G. Lawal 18 L. Datome 16 J. Taylor 13 | Punti      | 18 P. Aradori 16 N. Mazzarino 14 J. Ragland |
| J. Taylor 5                           | Assist     | 2 J. Tabu                                   |
| J. Taylor, G. Lawal 7                 | Rimbalzi   | 7 J. Brooks                                 |
| Marco Calvani                         | Allenatori | Andrea Trinchieri                           |

| Arbitri: | Guerrino Cerebuch (Trieste) Paolo Taurino (Vignola) Gabriele Bettini (Bologna) |

|                                        |            |                                     |
| P. Aradori 19 A. Tyus 18 J. Ragland 11 | Punti      | 19 P. Goss 15 L. Datome 11 B. Jones |
| M. Šćekić 2                            | Assist     | 3 L. Datome                         |
| A. Tyus 10                             | Rimbalzi   | 7 G. Lawal                          |
| Andrea Trinchieri                      | Allenatori | Marco Calvani                       |

| Arbitri: | Gianluca Mattioli (Pesaro) Roberto Chiari (Ponzano Veneto) Alessandro Vicino (Argelato) |

|                                             |            |                                    |
| N. Mazzarino 19 J. Ragland 14 P. Aradori 13 | Punti      | 24 P. Goss 20 G. Lawal 13 B. Jones |
| J. Brooks, P. Aradori 2                     | Assist     | 3 B. Bailey                        |
| J. Brooks 8                                 | Rimbalzi   | 7 B. Jones, L. Datome, G. Lawal    |
| Andrea Trinchieri                           | Allenatori | Marco Calvani                      |

| Arbitri: | Guerino Cerebuch (Trieste) Paolo Taurino (Vignola) Luca Weidmann (Campobasso) |

|                            |            |                              |
| Goss 14 Taylor 14 Jones 13 | Punti      | 18 Aradori 13 Leunen 10 Tyus |
| Bailey, Taylor 2           | Assist     | 5 Aradori                    |
| Jones 11                   | Rimbalzi   | 7 Brooks                     |
| Marco Calvani              | Allenatori | Andrea Trinchieri            |

| Arbitri: | Roberto Begnis (Crema) Tolga Sahin (Messina) Marco Giansanti (Roma) |

|                                                 |            |                            |
| Tyus 12 Leunen 10 Mancinelli, Ragland, Šćekić 8 | Punti      | 17 Goss 16 Lawal 11 Datome |
| Aradori, Leunen 5                               | Assist     | 4 Goss                     |
| Brooks, Leunen, Tyus 4                          | Rimbalzi   | 8 Lawal                    |
| Andrea Trinchieri                               | Allenatori | Marco Calvani              |

| Arbitri: | Giampaolo Cicoria (Milano) Gianluca Mattioli (Pesaro) Emanuele Aronne (Viterbo) |

|                            |            |                                        |
| Taylor 18 Goss 16 Lawal 15 | Punti      | 20 Aradori 16 Ragland 8 Leunen, Šćekić |
| Taylor 5                   | Assist     | 2 Brooks, Mazzarino, Tabu              |
| Lawal 11                   | Rimbalzi   | 7 Aradori                              |
| Marco Calvani              | Allenatori | Andrea Trinchieri                      |

##### Finale
| Arbitri: | Giampaolo Cicoria (Milano) Carmelo Paternicò (Piazza Armerina) Gabriele Bettini (Bologna) |

|                                     |            |                                      |
| G. Lawal 17 P. Goss 16 J. Taylor 15 | Punti      | 20 D. Moss 18 D. Hackett 17 B. Brown |
| P. Goss 4                           | Assist     | 10 D. Hackett                        |
| G. Lawal 8                          | Rimbalzi   | 5 V. Sanik'idze, B. Ortner           |
| Marco Calvani                       | Allenatori | Luca Banchi                          |

| Arbitri: | Luigi Lamonica (Roseto degli Abruzzi) Paolo Taurino (Vignola) Tolga Sahin (Messina) |

|                                       |            |                                                |
| G. Lawal 19 L. Datome 17 J. Taylor 10 | Punti      | 19 B. Ortner 12 D. Hackett 8 B. Brown, D. Moss |
| J. Taylor 6                           | Assist     | 4 D. Hackett                                   |
| G. Lawal 13                           | Rimbalzi   | 7 D. Hackett, D. Moss                          |
| Marco Calvani                         | Allenatori | Luca Banchi                                    |

| Arbitri: | Guerrino Cerebuch (Trieste) Gianluca Mattioli (Pesaro) Emanuele Aronne (Viterbo) |

|                                         |            |                                     |
| B. Brown 23 D. Hackett 17 M. Janning 13 | Punti      | 25 L. Datome 15 B. Jones 12 P. Goss |
| D. Hackett 8                            | Assist     | 6 J. Taylor                         |
| K. Kangur 7                             | Rimbalzi   | 9 G. Lawal                          |
| Luca Banchi                             | Allenatori | Marco Calvani                       |

| Arbitri: | Roberto Begnis (Crema) Enrico Sabetta (Termoli) Luca Weidmann (Campobasso) |

|                                      |            |                                       |
| D. Hackett 16 D. Moss 15 B. Brown 14 | Punti      | 17 L. Datome 16 G. Lawal 14 J. Taylor |
| B. Brown 5                           | Assist     | 2 P. Goss, L. Datome, J. Taylor       |
| V. Sanik'idze 5                      | Rimbalzi   | 7 P. Goss                             |
| Luca Banchi                          | Allenatori | Marco Calvani                         |

| Arbitri: | Guerrino Cerebuch (Trieste) Carmelo Paternicò (Piazza Armerina) Paolo Taurino (Vignola) |

|                                     |            |                                            |
| G. Lawal 20 L. Datome 15 P. Goss 11 | Punti      | 18 B. Brown 11 D. Moss 10 M. Janning       |
| B. Jones 4                          | Assist     | 2 B. Brown, B. Ortner, D. Hackett, D. Moss |
| G. Lawal 9                          | Rimbalzi   | 9 D. Moss                                  |
| Marco Calvani                       | Allenatori | Luca Banchi                                |

### Coppa Italia
Grazie al quinto posto in classifica ottenuto al termine del girone d'andata la Virtus ha ottenuto il diritto a partecipare alle Final Eight di Coppa Italia che si è tenuta dal 7 al 10 febbraio al Mediolanum Forum di Assago e che ha visto la vittoria per la quinta volta consecutiva della Mens Sana Siena.
|   | Squadra     | Risultato |
| - | ----------- | --------- |
| 4 | Pall. Cantù | 85        |
| 5 | Virtus Roma | 89        |

|   | Squadra      | Risultato |
| - | ------------ | --------- |
| 1 | Pall. Varese | 81        |
| 5 | Virtus Roma  | 71        |

| Arbitri: | Luigi Lamonica (Roseto degli Abruzzi) Saverio Lanzarini (Bologna) Denny Borgioni (Roma) |

| |            | |
| Tabu 24 Leunen 19 Aradori 15 | Punti      | 22 Datome 19 Czyż 17 Lawal |
| Tabu 4 | Assist     | 5 Goss |
| Aradori 6 | Rimbalzi   | 12 Datome |
| 10 Leunen· 15 Brooks· 18 Tabu· 21 Aradori· 22 Cusin 4 Kudláček· 5 Abass· 7 Šćekić· 11 Anderson· 12 Mazzarino· 13 Casella· 23 Mancinelli | Formazioni | 5 Goss· 13 Datome· 21 Taylor· 31 Lawal· 33 Czyż 6 Jones· 7 Tambone· 8 Tonolli· 9 Gorrieri· 10 D'Ercole· 18 Di Giacomo· 44 Lorant |
| Andrea Trinchieri | Allenatori | Marco Calvani |

| Arbitri: | Giampaolo Cicoria (Milano) Saverio Lanzarini (Bologna) Alessandro Martolini (Roma) |

| |            | |
| E. Ere 23 D. Šakota 21 M. Green 11                                                                                                 | Punti      | 20 J. Taylor 19 P. Goss 11 L. Datome                                                                                             |
| M. Green 8 | Assist     | 1 P. Goss, L. Datome, J. Taylor                                                                                                  |
| B. Dunston 6 | Rimbalzi   | 11 B. Jones |
| 6 Banks· 10 Green· 25 Ere· 33 Polonara· 42 Dunston 5 Šakota· 7 Rush· 8 Talts· 9 De Nicolao· 14 Balanzoni· 16 Bertoglio· 19 Cerella | Formazioni | 6 Jones· 10 D'Ercole· 13 Datome· 21 Taylor· 31 Lawal 5 Goss· 7 Tambone· 8 Tonolli· 9 Gorrieri· 18 Di Giacomo· 33 Czyż· 44 Lorant |
| Frank Vitucci | Allenatori | Marco Calvani |

## Statistiche

### Statistiche di squadra
| Competizione   | Punti | In casa | In casa | In casa | In casa | In casa | In trasferta | In trasferta | In trasferta | In trasferta | In trasferta | Totale | Totale | Totale | Totale | Totale | Totale |
| Competizione   | Punti | G       | V       | P       | PF      | PS      | G            | V            | P            | PF           | PS           | G      | V      | P      | PF     | PS     | DIF    |
| -------------- | ----- | ------- | ------- | ------- | ------- | ------- | ------------ | ------------ | ------------ | ------------ | ------------ | ------ | ------ | ------ | ------ | ------ | ------ |
| Serie A        | 40    | 15      | 10      | 5       | 1161    | 1097    | 15           | 10           | 5            | 1200         | 1176         | 30     | 20     | 10     | 2361   | 2273   | +88    |
| Play-off       | -     | 11      | 7       | 4       | 803     | 772     | 7            | 2            | 5            | 594          | 659          | 18     | 9      | 9      | 1397   | 1431   | -34    |
| Totale Serie A | -     | 26      | 17      | 9       | 1964    | 1869    | 22           | 12           | 10           | 1794         | 1835         | 48     | 29     | 19     | 3758   | 3704   | +54    |
| Coppa Italia   | -     | -       | -       | -       | -       | -       | -            | -            | -            | -            | -            | 2      | 1      | 1      | 160    | 166    | -6     |
| Totale         | -     | 26      | 17      | 9       | 1964    | 1869    | 22           | 12           | 10           | 1794         | 1835         | 50     | 30     | 20     | 3918   | 3870   | +48    |

### Statistiche dei giocatori
| Giocatore      | Serie A | Serie A | Serie A | Serie A | Coppa Italia | Coppa Italia | Coppa Italia | Coppa Italia | Totale | Totale | Totale | Totale |
| Giocatore      | PG      | PTI     | AST     | RIM     | PG           | PTI          | AST          | RIM          | PG     | PTI    | AST    | RIM    |
| -------------- | ------- | ------- | ------- | ------- | ------------ | ------------ | ------------ | ------------ | ------ | ------ | ------ | ------ |
| F. Aden        | 6       | 12      | 0       | 2       | 0            | 0            | 0            | 0            | 6      | 12     | 0      | 2      |
| D. Alviti      | 0       | 0       | 0       | 0       | 0            | 0            | 0            | 0            | 0      | 0      | 0      | 0      |
| B. Bailey      | 20      | 68      | 28      | 35      | 0            | 0            | 0            | 0            | 20     | 68     | 28     | 35     |
| G. Billi       | 0       | 0       | 0       | 0       | 0            | 0            | 0            | 0            | 0      | 0      | 0      | 0      |
| M. Caridà      | 0       | 0       | 0       | 0       | 0            | 0            | 0            | 0            | 0      | 0      | 0      | 0      |
| O. Czyż        | 48      | 267     | 17      | 175     | 2            | 23           | 1            | 8            | 50     | 290    | 18     | 183    |
| L. D'Ercole    | 47      | 232     | 37      | 76      | 2            | 9            | 0            | 3            | 49     | 241    | 37     | 79     |
| A. Dagunduro   | 9       | 8       | 13      | 16      | 0            | 0            | 0            | 0            | 9      | 8      | 13     | 16     |
| L. Datome      | 48      | 787     | 80      | 272     | 2            | 33           | 2            | 20           | 50     | 820    | 82     | 292    |
| E. Di Giacomo  | 0       | 0       | 0       | 0       | 0            | 0            | 0            | 0            | 0      | 0      | 0      | 0      |
| F. Gorrieri    | 7       | 0       | 0       | 3       | 0            | 0            | 0            | 0            | 7      | 0      | 0      | 3      |
| P. Goss        | 49      | 632     | 132     | 169     | 2            | 24           | 6            | 5            | 51     | 656    | 138    | 174    |
| A. Guaglliardi | 1       | 3       | 0       | 1       | 0            | 0            | 0            | 0            | 1      | 3      | 0      | 1      |
| B. Jones       | 49      | 372     | 26      | 242     | 2            | 14           | 0            | 13           | 51     | 386    | 26     | 255    |
| G. Lawal       | 47      | 645     | 7       | 396     | 2            | 21           | 0            | 16           | 49     | 666    | 7      | 412    |
| P. Lóránt      | 49      | 190     | 24      | 161     | 2            | 2            | 0            | 3            | 51     | 192    | 24     | 164    |
| M. Tambone     | 17      | 16      | 3       | 13      | 1            | 0            | 0            | 0            | 18     | 16     | 3      | 13     |
| J. Taylor      | 46      | 526     | 170     | 130     | 2            | 34           | 4            | 2            | 48     | 560    | 174    | 132    |
| A. Tonolli     | 30      | 0       | 0       | 2       | 0            | 0            | 0            | 0            | 30     | 0      | 0      | 2      |